# Škrateljci
Škrateljci so literarni liki v delu Majhnica in Katrca Škrateljca, ki jo je napisal Niko Grafenauer.

## O pravljici
Knjiga govori o punčki Majhnici, ki je kukala skozi kukalo v vratih in opazovala kaj se dogaja na drugi strani vrat. Ljudje so hodili in ona je gledala kako se večajo in manjšajo. Nekega dne pa jo je ogovorila Katrca Škrateljca. Najprej se Majhnica ni hotela izpostaviti in ji zato ni odgovorila. Pretvarjala se je, da je ni. S tem se je še vedno poskušala izogniti težavam, ki bi lahko prišle ob pogovarjanju z nepoznano osebo. A nazadnje je le spregovorila, saj jo je Katrca povabila, da se gre z njo igrat. Skupaj sta se šli kukalnice. A, ko sta se tako igrale, so se pojavili kuža Dajtaco, muca Tecimuca in miška Cvilimiška. Kadar so se oddaljevali od njiju, so se večali, in kadar so se približevali, manjšali. To večanje in manjšanje predstavlja  težave, ki so včasih velike in drugič majhne. Ravno tako so se zdeli Majhnici in Katrci Škrateljci muca, kuža in miška včasih zelo veliki drugič pa majhni. A, ko je Majhnica naletela na večji problem, ob katerem jo je zopet postalo strah, in ni vedela kako bi ga rešila, je zaprla oči in bila zopet na varnem na drugi strani vrat za kukalom. Ta vrata predstavljajo nekoga, kateremu vse zaupamo in nam je v oporo.

## O literarnem liku
Lik škrata lahko zasledimo v veliko pravljicah pa tudi bajkah in pripovedkah. Imajo zelo različna poimenovanja: škret, škratelj, škratljec, škračec, škrabec, škržat, kranjček itd. Škrati so majhne postave, včasih niso dosti večji od palca ali travnate bilke, drugič so pritlikave postave s starikavim obrazom, dolgo belo brado in rdečo koničasto kapico. Po navadi so oblečeni še v višnjevo jopico in rdeče ali zelene hlače. Vendar pa je škrat prevzemal tudi drugačne vloge. Lahko se je prikazoval kot črn maček, žaba, tele , rudar … Škratje so živeli v gozdovih, na gorah, v gorah, na polju, v hišah … Ljudem so včasih pomagali, včasih pa so jim bili nevarni.

## Dela v katerih nastopajo škratje
Škrat Kuzma dobi nagrado
To delo govori o škratih, ki so nagajali ljudem in živalim. Vsak mesec so se zbrali in si poročali kakšno vragolijo so naredili. Ko je prišel na vrsto škrat Kuzma (gozdni škrat), je rekel, da je zamenjal vsa jajca v gnezdih ptic. A na njegovo žalost je vse to slišala sraka, ki je povedala ostalim živalim v gozdu, ki jim je škrat nagajal že prejšnje mesece. Ta čas pa so škratje veselo rajali, ne da bi vedeli, da živali vedo. Za svojo vragolijo je Kuzma prejel nagrado. Dobil je šopek jagod, ki jih ni nikoli zmanjkalo, saj so vedno zrastle nove. Proti jutru se je odpravil domov in šel spat. Medtem ko je spal so mu živali ukradle jagode. Zjutraj je videl, da jih ni in jih je iskal vsepovsod. Našel jih je pri medvedu in hotel, da mu jih vrne. A ko so mu živali povedale, zakaj so jih vzele, se je ves jezen in lačen odpravil nazaj domov.
Gorski škrat v Rožu na Koroškem
Dogaja se v Rožu, v rovih, kjer kopljejo rudo prebiva škrat Skubrl. Rudarjem je naklonjen in jim kaže kje se nahaja ruda. Nekoč pa so ga napili in se mu nato smejali. Škrat jim je zameril in jim ni več hotel kazati, kje se nahaja ruda. Zato so morali opustiti delo v rudniku. Neki rudar je nekoč na delo vzel četrt litra žganja. Škrat se je napil in rudar je zahteval od njega, da mu pokaže kje se nahaja ruda. Možic mu je pokazal kje se nahaja, a kmalu za tem izginil ter pustil rudarja samega v neznanih rovih, kjer se je izgubil.
Škrat v Logarski dolini
Pripovedka govori o pastirju, ki se je nastanil v pastirski koči. Tam je živel škrat, ki tega pastirja ni maral, zato mu je vseskozi nagajal. Pastir je vse škratove potegavščine mirno prenašal. Nekega dne pa se mu je škrat polulal v ogenj, ko si je pastir kuhal zajtrk. To pa je bilo pastirju preveč, zato je škratu primazal zaušnico s hrbtom roke. To je škrata zelo bolelo in se zato ni mogel maščevati. Pastirja je vprašal, kako mu je ime, in ta je odgovoril »Sam«. Škrat je odšel in začel vpiti, da ga je udaril Sam. Drugi pa so mu rekli: »Če si se sam udaril, pa kar popihaj, bo že minilo.«